# Eleição municipal de Rio Branco em 2016
A eleição municipal da cidade brasileira de Rio Branco em 2016 ocorreu no dia 2 de outubro para eleger um prefeito, um vice-prefeito e 17 vereadores no município de Rio Branco, no estado do Acre. Os principais candidatos a prefeito eram Marcus Alexandre (PT), Eliane Sinhasique (PMDB), Raimundo Vaz (PR) e Carlos Gomes (REDE). A eleição foi decidida no primeiro turno e o atual prefeito Marcus Alexandre foi reeleito com 54,87% dos votos. A vice eleita na chapa de Marcus Alexandre foi Socorro Neri do PSB. A reeleição de Marcus Alexandre garantiu a permanência do Partido dos Trabalhadores à frente do governo no estado, que governado pelo partido desde 2005 e o Estado desde 1998. O candidato a vereador mais votado foi Roberto Duarte (PMDB) com 2,08% dos votos.

## Antecedentes
Marcus chegou ao Acre em 1999, onde começou sua vida política. Chegou a ser diretor geral do Departamento de Estradas de Rodagem, Infraestrutura Hidroviária e Aeroportuária do Acre (Deracre) de 2007 a 2012, cargo que lhe deu notabilidade para se eleger prefeito da capital do estado, Rio Branco. Em 2016, afastou-se do PT, porém se manteve filiado ao partido, conseguiu ser o único petista eleito em capital no ano de 2016. Assim, se reelegeu prefeito de Rio Branco, alcançando 54,87% dos votos válidos e ganhando de sua adversária política Eliane Sinhasique.[1] [2]
Formou-se em Engenharia Civil pela Universidade Estadual de São Paulo, onde conheceu sua esposa Gicélia Viana da Silva Melo Aguiar com quem tem três filhos, Ian, Caio e Alexandre Gael.
Durante o primeiro mandato de Marcus Médici como prefeito de Rio Branco, a administração foi voltada para muitas obras e investimentos visando melhorias na cidade: houve redução da tarifa de ônibus, modernização do restaurante popular da cidade, construção de novas unidades de saúde e creches, e duplicação de avenidas.[3] [4]
Na eleição municipal de Rio Branco em 2012, Marcus Alexandre, do Partido dos Trabalhadores (PT), foi eleito no 2º turno com 50,77% dos votos válidos, derrotando seu adversário Tião Bocalom (PSDB) que obteve 49,23% de votos. O Partido dos Trabalhadores governa o Acre desde 1998, e Rio Branco desde 2005.
Eliane Sinhasique nasceu em Guaíra, é jornalista, radialista, publicitária e política brasileira filiada ao PMDB. Se formou em jornalismo e fez pós-graduação em Didática e Docência do Ensino Superior.
Assinou matérias especiais e colunas no Jornal A Gazeta. Passou pelas rádios Capital AM, Gazeta FM e Boas Novas, e ganhou destaque no Acre com o programa Toque Retoque na Gazeta FM, programa que lhe inspirou a escrever o livro "Confidências Radiofônicas de um Povo sem Voz" lançado em 2009. Em 2012 foi eleita vereadora pela cidade de Rio Branco, Acre. Em 2014 se candidatou a deputada estadual do Acre, obteve 4.138 votos. Então deixou o cargo de vereadora após dois anos para assumir um mandato no Parlamento Estadual. E em setembro de 2015, foi convidada a se candidatar a prefeita de Rio Branco pelo PMDB.

## Eleitorado
Na eleição de 2016, 241 196 eleitores estiveram aptos a votar.

## Candidatos
Foram quatro candidatos a prefeito na eleição de 2016: Marcus Alexandre (PT), Eliane Sinhasique (PMDB),  Raimundo Vaz (PR) e Carlos Gomes (REDE).
|  | Nº | Candidato(a) a prefeito | Candidato(a) a prefeito                                             | Candidato(a) a vice-prefeito | Candidato(a) a vice-prefeito                               | Coligação |
|  | -- | ----------------------- | ------------------------------------------------------------------- | ---------------------------- | ---------------------------------------------------------- | --- |
|  | 13 |                         | Marcus Alexandre (PT) Marcus Alexandre Médici Aguiar Viana da Silva |                              | Socorro Neri (PSB) Maria do Socorro Neri Medeiros de Souza | Frente Popular de Rio Branco - Partido dos Trabalhadores (PT) - Partido Socialista Brasileiro (PSB) - Partido Comunista do Brasil (PCdoB) - Partido Pátria Livre (PPL) - Partido Republicano Brasileiro (PRB) - Partido Social Liberal (PSL) - Partido Republicano Progressista (PRP) - Partido Humanista da Solidariedade (PHS) - Partido Democrático Trabalhista (PDT) - Partido Republicano da Ordem Social (PROS) - Partido Trabalhista Nacional (PTN) - Partido Social Democrata Cristão (PSDC) - Partido da Mulher Brasileira (PMB) - Partido Socialismo e Liberdade (PSOL) - Partido Verde (PV) |
|  | 15 |                         | Eliane Sinhasique (PMDB) Eliane Pereira Sinhasique                  |                              | Alysson Bestene (PP) Alysson Bestene Lins                  | Rio Branco do Futuro - Partido do Movimento Democrático Brasileiro (PMDB) - Partido Progressista (PP) - Partido Trabalhista Brasileiro (PTB) - Partido Popular Socialista (PPS) - Democratas (DEM) - Partido da Mobilização Nacional (PMN) - Partido Social Democrático (PSD) |
|  | 18 |                         | Carlos Gomes (REDE) Carlos Gomes da Costa Souza                     |                              | Gabriel Santos (REDE) Gabriel Santos de Souza              | Rio Branco Pra Você, Não Pra Eles - Rede Sustentabilidade (REDE) - Partido Comunista Brasileiro (PCB) - Partido da Causa Operária (PCO) |
|  | 22 |                         | Raimundo Vaz (PR) Raimundo Vaz de Azevedo                           |                              | Francineudo (PSDB) Francineudo Souza da Costa              | O Futuro de Rio Branco é Agora - Partido da República (PR) - Partido da Social Democracia Brasileira (PSDB) - Partido Social Cristão (PSC) - Solidariedade (SD) - Partido Trabalhista Cristão (PTC) - Partido Ecológico Nacional (PEN) |

## Pesquisa
Em pesquisa do Ibope, divulgada em 29 de agosto de 2016, Marcus Alexandre (PT) apareceu com 57% das intenções de voto, Eliane Sinhasique (PMDB) com 28%, Raimundo Vaz (PR) com 4% e Carlos Gomes (REDE) teve 1% das intenções de voto.
O Ibope também analisou a rejeição dos candidatos, sendo a maior de todas a de Carlos Gomes com 52%. Seguido de Raimundo Vaz com 45%, Eliane Sinhasique 26% e por último Marcus Alexandre com 20% de rejeição.
| Data de realização   | Data de divulgação | Instituto | Número de registro no TRE | Contratante    | Entrevistados | Margem de erro | Candidato | Candidato  | Candidato | Candidato | Não sabe/ Não respondeu | Brancos e nulos |
| Data de realização   | Data de divulgação | Instituto | Número de registro no TRE | Contratante    | Entrevistados | Margem de erro | Marcus    | Sinhasique | Raimundo  | Gomes     | Não sabe/ Não respondeu | Brancos e nulos |
| -------------------- | ------------------ | --------- | ------------------------- | -------------- | ------------- | -------------- | --------- | ---------- | --------- | --------- | ----------------------- | --------------- |
| de 25 a 28 de agosto | 29 de agosto       | IBOPE     | TRE/SP 04434/2016         | Rede Amazônica | 602           | ±4%            | 57%       | 28%        | 4%        | 1%        | 5%                      | 5%              |

## Resultados

### Prefeito
No dia 2 de outubro, Marcus Alexandre foi reeleito no 1º turno prefeito com 54,87% dos votos.
| Marcus Alexandre (PT)    | Socorro Neri (PSB)      | 104.311 | 54,87%  |
| Eliane Sinhasique (PMDB) | Alysson Bestene (PP)    | 60.871  | 32,02%  |
| Carlos Gomes (REDE)      | Gabriel Santos (REDE)   | 15.735  | 8,28%   |
| Raimundo Vaz (PR)        | Francineudo (PSDB)      | 9.202   | 4,84%   |
| Total de votos válidos   | Total de votos válidos  | 190.119 | 100,00% |
| Votos apurados           |                         |         |         |
| Votos válidos            | Votos válidos           | 190.119 | 93,71%  |
| Votos em branco          | Votos em branco         | 3.221   | 1,59%   |
| Votos nulos              | Votos nulos             | 9.537   | 4,70%   |
| Total de votos apurados  | Total de votos apurados | 202.877 | 100,00% |
| Eleitores                |                         |         |         |
| Comparecimento           | Comparecimento          | 202.877 | 84,13%  |
| Abstenções               | Abstenções              | 38.319  | 15,87%  |
| Total de eleitores       | Total de eleitores      | 241.196 | 100,00% |
| Total de seções: 711     |                         |         |         |

Vereadores

Representação eleita
  PT: 4
  PSL: 2
  PSDB: 2
  PMDB: 1
  PDT: 1
  PTN: 1
  PSD: 1
  DEM: 1
  PRB: 1
  PHS: 1
  PCdoB: 1
  PSB: 1

Fonteː
| Candidato            | Partido       | Votação | Votação     |
| -------------------- | ------------- | ------- | ----------- |
| Candidato            | Partido       | Total   | Porcentagem |
| Roberto Duarte       | PMDB          | 3.984   | 2,08%       |
| Elzinha Mendonça     | PDT           | 3.878   | 2,03%       |
| Dr. Jakson Ramos     | PT            | 3.615   | 1,89%       |
| Railson Correia      | PTN           | 3.586   | 1,87%       |
| Rodrigo Forneck      | PT            | 3.220   | 1,68%       |
| Lene Petecão         | PSD           | 3.210   | 1,68%       |
| N. Lima              | DEM           | 2.936   | 1,53%       |
| Pastor Manuel Marcos | PRB           | 2.863   | 1,50%       |
| Emerson Jarude       | PSL           | 2.734   | 1,43%       |
| Célio Gadelha        | PSDB          | 2.640   | 1,38%       |
| Raimundo Neném       | PHS           | 2.462   | 1,29%       |
| Eduardo Farias       | PC do B       | 2.441   | 1,28%       |
| Dankar               | PT            | 2.404   | 1,26%       |
| Antonio Morais       | PT            | 2.140   | 1,12%       |
| Artemio              | PSB           | 2.131   | 1,11%       |
| Juruna               | PSL           | 1.922   | 1,00%       |
| Clezio Moreira       | PSDB          | 1.444   | 0,75%       |
| Votos Brancos        | Votos Brancos | 5.614   | 2,77%       |
| Votos Nulos          | Votos Nulos   | 5.854   | 2,89%       |
| Votos Válidos        | Votos Válidos | 191.399 | 94,34%      |